# Robin Jones (patinage artistique)
Pour les articles homonymes, voir Jones.
Christopher Robin Jones, né le 17 juin 1943 à Birmingham (Midlands de l'Ouest) et mort le 30 mars 1986 à Weston-super-Mare (Somerset), est un patineur artistique britannique, double champion de Grande-Bretagne en 1960 et 1962.

## Biographie

### Carrière sportive
Robin Jones est double champion de Grande-Bretagne en 1960 et 1962. Lors des championnats nationaux de 1961, le titre n'est pas décerné alors que Robin Jones remporte la compétition, car aucun homme n'atteint la note minimale requise dans les figures imposées.
Il représente son pays à trois championnats européens (1960 à Garmisch-Partenkirchen, 1961 à Berlin-Ouest et 1962 à Genève), deux mondiaux (1960 à Vancouver et 1962 à Prague), et aux Jeux olympiques d'hiver de 1960 à Squaw Valley.
Il arrête sa carrière sportive après les mondiaux de 1962.

## Palmarès
| Compétitions en individuel                                                                                               | 1960 | 1961 | 1962 |
| Jeux olympiques d'hiver                                                                                                  | 12e  |      |      |
| Championnats du monde | 14e  | CA   | 12e  |
| Championnats d’Europe | 10e  | 6e   | 7e   |
| Championnats de Grande-Bretagne                                                                                          | 1er  | D    | 1er  |
| Légende : D = Disqualifié ; CA = Championnats du monde 1961 annulés à cause de la catastrophe aérienne du vol 548 Sabena |      |      |      |